# Cantó de Sauzé-Vaussais
El cantó de Sauzé-Vaussais és un cantó francès del departament de Deux-Sèvres, situat al districte de Niort. Té 12 municipis i el cap és Sauzé-Vaussais.

## Municipis
- Caunay
- Clussais-la-Pommeraie
- La Chapelle-Pouilloux
- Les Alleuds
- Limalonges
- Lorigné
- Mairé-Levescault
- Melleran
- Montalembert
- Pers
- Pliboux
- Sauzé-Vaussais

## Història
| Data d'elecció                           | Identitat       | Partit                               | Qualitat |
| ---------------------------------------- | --------------- | ------------------------------------ | -------- |
| 1945-1955                                | M. Dupuis       | radical                              |          |
| 1955-1973                                | M. Denieul      | Divers droite, després divers gauche |          |
| 1973-19..                                | Michel Guyton   | PS                                   |          |
| 19..-2004                                | Jacques Gagnon  | Divers gauche, després divers droite |          |
| 2004-                                    | Dorick Barillot | PS                                   |          |
| les dades anteriors no són pas conegudes |                 |                                      |          |
|                                          |                 |                                      |          |

## Demografia
| A partir de 1990: Població sense dobles comptes |